# Risikotransformation
Risikotransformation (englisch risk transformation) ist auf den Finanzmärkten der Ausgleich von unterschiedlichen Risikobereitschaften der Marktteilnehmer durch Finanzintermediäre. Weitere Funktionen sind Losgrößentransformation und Fristentransformation.

## Allgemeines
Insbesondere Kreditinstitute und Versicherungen sind mit hohen Risiken konfrontiert. Einerseits nehmen sie ihren Kunden bestimmte Risiken ab, andererseits müssen sie deswegen neue Risiken eingehen. Bank- und Versicherungskunden haben gemeinsam, dass sie bestimmte Risiken nicht tragen wollen (Bankkunden wollen mit ihrer Spareinlage die Bank als Schuldner und nicht deren Kreditnehmer, Versicherungskunden wollen kein Schadensrisiko tragen). Beide Sektoren übernehmen diese Risiken (durch Geldanlage bzw. gegen Zahlung einer Versicherungsprämie). Sie gehen dann neue Risiken ein (Kreditrisiko bzw. Schadensrisiko) und müssen diese wiederum in geeigneter Form absichern. Für den einzelnen Kunden stellen sich Bankleistungen wie die Geldanlage oder Versicherungsleistungen wie die Schadensübernahme als eine zeitliche Transformationsleistung dar.

## Risikounterschiede
Während für Kreditinstitute die Hauptgefahr darin besteht, dass ihre Kreditnehmer ihren Kapitaldienst (Zinsen und Tilgung) nicht oder nicht vollständig oder nicht fristgerecht erbringen, liegt das versicherungstechnische Risiko in der Unsicherheit, dass die Summe der Leistungen für Schadensereignisse im Versicherungsfall die Summe der dafür vorgesehenen Deckungsrückstellungen und Prämieneinnahmen überschreitet. Wegen dieser Unterschiede der Risikoübernahme sind der Banken- und Versicherungssektor getrennt zu untersuchen.

## Arten
Es gibt sowohl bei Banken als auch bei Versicherungen die horizontale und vertikale Risikotransformation.

### Banken
Man unterscheidet bei Kreditinstituten zwischen horizontaler und vertikaler Risikotransformation.
- Die horizontale Risikotransformation ermöglicht einen Ausgleich zwischen sicherheitsorientierten Geldanlegern und Kreditnehmern, bei denen die Banken ein Ausfallrisiko übernehmen. Das Kreditrisiko eines Geldanlegers ist durch Einlagensicherung wesentlich geringer als das Kreditrisiko, das eine Bank bei der Kreditvergabe eingeht.
- Bei der vertikalen Risikotransformation geht es darum, die Kreditrisiken durch Kreditsicherheiten, Credit Default Swaps oder ähnliche Kreditrisikominderungstechniken zu minimieren (Risikominderung).

Die übliche Risikotransformation bei Banken ist die horizontale, bei der die Geldanleger in der EU durch Einlagensicherung von Gläubigerrisiken befreit sind, während die Banken ein Kreditrisiko gegenüber ihren Kreditnehmern tragen.

### Versicherungen
Bei Versicherungen gibt es ebenfalls diese Unterscheidung, nur mit anderem Inhalt:
- die horizontale Risikotransformation besteht darin, dass die persönlichen Risiken der Versicherungsnehmer an die Versicherung transferiert werden und von dieser grundsätzlich verringert oder völlig ausgeschlossen werden. Ferner werden die Risikopotenziale des Versicherungsgeschäfts mit den Risiken des Kapitalanlagegeschäfts in Abstimmung gebracht.[3]
- Es gibt zwei Arten vertikaler Risikotransformation:
  - Die vertikale aktivseitige Risikotransformation besteht in der Reduzierung der Risiken aus dem Kapitalanlagegeschäft,[3]
  - die vertikale passivseitige Risikotransformation ist durch einen Risikoausgleich im Versicherungskollektiv (Rückversicherung) und in der Zeit gekennzeichnet.[3]

Sämtliche Versicherungen nehmen im Kerngeschäft eine vertikale passivseitige Risikotransformation vor.

## Risikoausgleich
Die Kernrisiken der Banken und Versicherungen können durch Maßnahmen im Rahmen des Risikomanagements verringert oder ausgeschaltet werden. Eine Risikominderung erfolgt mittels Portfoliobildung durch Verteilung auf eine Vielzahl von Kreditnehmern/Kapitalanlagen, deren Risiko nicht positiv korreliert ist. Risiken können ganz oder teilweise ausgeschaltet werden insbesondere durch Kreditsicherheiten, Konsortialbildung, Rückversicherung, Credit Default Swaps oder andere zins- oder kurssichernde Derivate oder den Verkauf von Risiken (Kredithandel).

## Regulierung
Um die Kernrisiken der Banken und Versicherungen zu minimieren, gibt es detaillierte aufsichtsrechtliche Vorschriften. Nach § 18 KWG müssen Kreditinstitute bei erstmaliger Kreditgewährung und danach turnusmäßig anhand geeigneter Beleihungsunterlagen die Kreditwürdigkeit ihrer Kreditnehmer prüfen, um deren Ausfallwahrscheinlichkeit zu messen.
Für Kreditinstitute und Wertpapierdienstleistungsunternehmen gibt es in der seit Januar 2014 gültigen Kapitaladäquanzverordnung (englische Abkürzung CRR) strenge Vorgaben. Nach Art. 144 ff. CRR müssen die Ratingsysteme der Institute eine aussagekräftige Beurteilung der Merkmale von Schuldner und Geschäft, eine aussagekräftige Risikodifferenzierung sowie genaue und einheitliche quantitative Risikoschätzungen liefern. Nach Art. 170 CRR müssen die Kreditinstitute unterschiedliche Ratingsysteme für Unternehmen, Kreditinstitute oder Staaten vorhalten, die den Risikomerkmalen dieser Schuldner Rechnung tragen und mindestens 7 Ratingstufen (englisch notches) für nicht ausgefallene Schuldner und eine für ausgefallene Schuldner enthalten.
Versicherungen unterliegen im Kapitalanlagegeschäft mit ihrem Sicherungsvermögen strengen Anlagevorschriften. Das gebundene Vermögen (Sicherungsvermögen) unterliegt den Vorschriften des § 124 Abs. 1 Nr. 1 VAG, wonach sie die Risiken hinreichend identifizieren, bewerten und überwachen müssen. Die erlassene Anlageverordnung (AnlV) beschreibt abschließend die zulässigen Anlageformen (§ 2 AnlV). Bei der Kapitalanlage müssen die Grundsätze von Mischung (quantitative Beschränkung einzelner Kapitalanlagearten, § 3 AnlV) und Streuung (auf verschiedene Schuldner; § 4 AnlV) berücksichtigt werden.